# Alraune – Die Wurzel des Grauens
Alraune – Die Wurzel des Grauens ist ein US-amerikanischer Horrorfilm aus dem Jahr 2010. Der Fernsehfilm wurde von Regisseur Tripp Reed inszeniert.

## Handlung
Harry Vargas sucht in Kolumbien nach seinem Vorfahren, der Konquistador war und einen wertvollen Dolch besaß. Für sein Expeditionsteam heuert er für die Sicherheit Sergeant McCall sowie die Anthropologin und Linguistin Felicia und den Archäologen Lin an. Der ortskundige Santiago Zavala führt die Gruppe in den Regenwald. Überwacht werden sie per Satellitenortung von Carla Manning im Camp.
Nach einiger Zeit entdecken sie einen alten Friedhof, auf dem sich ein spezielles Grab befindet. Als sie es öffnen, erkennen sie eine skelettierte Leiche mit einem Dolch im Herzen sowie eine Inschrift, die eine nicht zu benennende Warnung beinhaltet. Lin zieht den Dolch heraus. Er ist mit einem großen Rubin bestückt und definitiv aus dem 16. Jahrhundert. Die Gruppe macht sich auf den Weg zurück zum Camp, skeptisch ob der Einfachheit des Auftrags. Plötzlich wird Lin von der Wurzel einer Alraune kopfüber in den Baum gezogen. Zudem werden die anderen von obskuren Gestalten attackiert, bei denen es sich um Eingeborene handelt, die sich als Wurzelmenschen verkleidet haben. Mehrere Personen werden fortan von Wurzeln attackiert. Lin wird von den Eingeborenen in ihr Dorf gebracht. Dort trifft er auf die gefesselte Dr. Emma Kirpatrick, die einzige Überlebende einer vorangegangenen Vargas-Expedition.
Inzwischen sucht Vargas nach dem Expeditionsteam, um den Dolch an sich nehmen zu können. Im Dorf der Eingeborenen wird Dr. Kirpatrick, wie auch später Lin, in einem Ritual geopfert. Eine Unmenge an Wurzeln wickelt sie ein und zerteilt sie. Dann stürmen die Eingeborenen das Camp, machen es dem Erdboden gleich, töten alle Anwesenden und nehmen Carla als Geisel. Um in Sicherheit zu sein, müssen McCall, Felicia und Santiago aus dem Regenwald herausfinden. Carla kann fliehen und trifft auf Vargas. Als die beiden auf die anderen drei treffen, verwandelt sich ein Baum in ein Monster, dem Carla zum Opfer fällt. Sie können Vargas entkommen, werden jedoch von den Eingeborenen gestellt. Felicia kann deren Sprache teilweise verstehen. Sie erzählen, dass ihre Vorfahren zum Schutz vor den Konquistadoren einen Beschützer in Form einer Alraune zu Hilfe riefen, der sich vom Blut der Eindringlinge ernährte. Als die Alraune aber auch sie selbst angriff, stellten sie einen Talisman in Form eines Dolches her, der ins Herz eines Eindringlings gestoßen die Alraune wieder zur Ruhe kommen lässt. Diesen Dolch haben die drei in Besitz.
Um den Fluch zu besiegen, stößt McCall den Dolch in das Herz des gefundenen Skeletts. Jedoch ohne Wirkung, denn eine Alraune greift sie wieder an. Der Dolch muss in das Herz eines lebenden Eindringlings gestoßen werden. In einem finalen Kampf mit der Alraune und dem wieder aufgetauchten Vargas tötet McCall Vargas mit einem Dolchstoß ins Herz. Der Fluch ist besiegt.

## Kritik
„Ein Hauch von ‚Indiana Jones‘ weht durch diesen handwerklich absolut ordentlichen Horrorschocker, der ein Maximum aus seinem beschränkten Budget macht und vor allem mit der Vorstellungskraft des Zuschauer spielt, ohne allerdings auf Schocks und manche Härten zu verzichten. Produziert von dem umtriebigen Andrew Stevens, wird ‚Alraune‘ der Fangemeinde gefallen, zumal Max Martini aus ‚The Unit‘ einen würdigen Gegenspieler des scheinbar unbezwingbaren Monsters abgibt.“